# Los Nanches
Los Nanches är en ort i Mexiko.   Den ligger i kommunen El Barrio de la Soledad och delstaten Oaxaca, i den sydöstra delen av landet, 500 km sydost om huvudstaden Mexico City. Los Nanches ligger 168 meter över havet och antalet invånare är 201.
Terrängen runt Los Nanches är huvudsakligen platt. Los Nanches ligger nere i en dal. Runt Los Nanches är det glesbefolkat, med 20 invånare per kvadratkilometer. Närmaste större samhälle är Matías Romero, 7,7 km norr om Los Nanches. Omgivningarna runt Los Nanches är en mosaik av jordbruksmark och naturlig växtlighet.